# Ахметзянов, Юнус Ахметзянович
Ахметзянов, Юнус Ахметзянович (28 февраля 1927 — 13 февраля 1984) — известный кулинар, автор многочисленных книг по кулинарии, заслуженный работник торговли РСФСР.

## Биография
В системе общественного питания работал с 1942 года.
Изучал татарскую национальную кулинарию, собирал по татарским деревням рецепты давно забытых старинных блюд, старался обогатить рецептуру татарской кухни, сам разработал немало собственных рецептов. Один из создателей первой полной книги о татарской кухне в 1980 х годах, вышедшей на полки книжных магазинов в 1985 году.
- Неоднократно показывал искусство татарской кухни на Выставке достижений народного хозяйства СССР. За большую организаторскую работу и инициативу по разработке и внедрению национальных блюд татарской кухни в сфере общественного питания, а также за большую работу по передаче опыта молодым поварам 12 ноября 1965 года был награждён золотой медалью ВДНХ СССР.
- Обслуживал Олимпиаду — 80 в Москве.
- Представлял национальную кухню на Лейпцигской ярмарке в ГДР.
- За плодотворную работу в системе общественного питания был награждён орденами Ленина и Дружбы народов, знаком «Отличник советской торговли» (1960), почётными грамотами.
- Многие годы работал в открывшемся в 1969 году Доме татарской кулинарии в Казани, который стал магнитом для российских и иностранных туристов, интересующихся татарской кухней.
- В качестве хобби изучал, на основе исторических источников, состав пищи древних египтян, шумеров и так далее, а также пытался готовить блюда, основанные на древних рецептах.

## Известные адреса
- Казань, улица Университетская, дом 12/23.[3]